# Škoda E’City 36BB
A Škoda 36BB (márkanév E'City 12) a cseh Škoda Electric cég alacsonypadlós elektromos busza, amelyet 2021-től gyártanak a török Temsa (Temsa Avenue Electron elektromos buszplatform) karosszériájával. A Škoda 36Tr trolibusz is ugyanerre a platfomra épül.

## Felépítés
A Škoda 36BB egy kéttengelyes háromajtós elektromos busz, 12 m hosszúsággal. Alacsony padlójú karosszériája a török Temsa cégtől származik. Az elektromos motor teljesítménye 160 kW.

## Gyártás és üzemeltetés
Összesen 14 A Škoda Electric 36BB elektromos buszt szállított le 2021 és 2022 fordulóján a Prágai Közlekedési Vállalatnak (DPP). Az első 36BB típusú autó utasok nélküli tesztfutásai ben kezdődtek meg 2021 szeptemberében Plzeňben, magát a járművet a prágai Czechbus vásáron mutatták be a nagyközönségnek 2021. novemberében. Az első járművet Prágában helyezték üzembe, 2022. január 17-én. A fenn 13 járművet 2022 februárjában vette át a prágai közlekedési vállalat.  A maradék 13 A járműveket 2022 februárjában vette át a Prágai Közlekedési Vállalat (DPP). 
2022 augusztusában a Škoda Electric a 36BB modellel megnyerte azt a tendert, amely akár 80 elektromos busszal is ellátta volt a budapesti közlekedési vállalatot.

## Fordítás
Ez a szócikk részben vagy egészben  a(z)   Škoda 36BB című cseh Wikipédia-szócikk ezen változatának fordításán alapul.  Az eredeti cikk szerkesztőit annak laptörténete sorolja fel. Ez a jelzés csupán a megfogalmazás eredetét és a szerzői jogokat jelzi, nem szolgál a cikkben szereplő információk forrásmegjelöléseként.